# Newport Pagnell Town FC
Newport Pagnell Town FC is een voetbalclub uit Engeland, die in 1963 is opgericht en afkomstig uit Newport Pagnell. De club speelt anno 2020 in de Spartan South Midlands

## Erelijst
- FA Vase (1): 2021-2022
- United Counties League Division One (2) :  1981–1982, 2001–2002
- United Counties League Division One Knockout Cup (1) : 1977-1978
- North Bucks & District League Division One (3) : 1967–1968, 1968–1969, 1969–1970
- North Bucks & District League Division One Shield (1) 1968-1969
- North Bucks & District League Division Two (1) : 1966-1967
- North Bucks & District League Division Two Shield (1) : 1966-1967
- North Bucks & District League Division Three (1) : 1965-1966
- North Bucks & District League Division Three Shield (1) : 1964-1965
- Berks & Bucks FA Senior Trophy (2) : 2009-2010, 2010-2011
- Berks & Bucks FA Intermediate Cup (1) : 2001-2002

## Records
- FA Cup beste prestatie : 2e kwalificatie ronde, 2008-2009
- FA Vase beste prestatie : Kwart finale, 2016-2017